# Camillo Casarini
Camillo Casarini (Bologna, 8 agosto 1830 – Bologna, 21 aprile 1874) è stato un politico e patriota italiano.

## Biografia
Nel 1865 fu eletto al Parlamento nazionale. In quel periodo maturò un progressivo allontanamento dalla Destra e aderì alla nascente Sinistra costituzionale auspicando la nascita di un grande partito nazionale progressista. Nel luglio del 1869 vinse le elezioni amministrative a Bologna e diventò sindaco a capo di una coalizione di forze che prese il nome di Partito degli azzurri.
Per il suo archivio si vedano le Carte Casarini presso il Museo civico del Risorgimento di Bologna.